# Gänsesäger
Der Gänsesäger (Mergus merganser) ist der größte Vertreter der Gattung der Säger aus der Familie der Entenvögel (Anatidae). Das Verbreitungsgebiet ist die Holarktis und umfasst weite Teile des nördlichen Eurasiens und Nordamerikas. Es werden drei Unterarten unterschieden.
In Mitteleuropa ist der Gänsesäger ein verbreiteter, aber nur wenig häufiger Brut- und Jahresvogel. Im Winterhalbjahr ist die Art in Mitteleuropa als Durchzügler und Wintergast häufiger zu beobachten. Am IJsselmeer überwintern bis zu 20.000 Individuen und an den großen binnenländischen Seen sind gelegentlich Trupps zu beobachten, die mehrere hundert Gänsesäger umfassen.

## Merkmale
Gänsesäger sind mit einer Körperlänge von 58–68 cm und einer Flügelspannweite von 78–94 cm deutlich größer als Stockenten.
Im Ruhekleid sind beide Geschlechter einander sehr ähnlich. Zu unterscheiden sind sie dann noch am ehesten im Flug an dem weißen, durchgehenden Feld auf der Flügeloberseite des Männchens.
Das Männchen ist im Brutkleid (Spätherbst bis Frühsommer) durch einen schwarzen, teilweise grünlich glänzenden Kopf und Rücken gekennzeichnet. Diese kontrastieren zum weißen Gefieder des Rumpfes, das auf der Unterseite eine leichte lachsfarbene Tönung aufweisen kann. Dem männlichen Gänsesäger fehlt die für das Weibchen wie auch für beide Geschlechter des ähnlichen, kleineren Mittelsägers charakteristische, abstehende Haube; es hat einen kompakten, anliegenden Schopf.
Ruhe- und Brutkleid des Weibchens sind einheitlich und dem des Mittelsägers sehr ähnlich, mit grauem Rumpf und rotbraun gefärbtem Kopfgefieder. Im Unterschied zum Mittelsäger bildet die braune Färbung des Kopfes beim Gänsesägerweibchen eine scharfe Grenzlinie zum hellen Gefieder des Halses. Kinn und Kehle sind weiß.
Gänsesäger sind nicht besonders ruffreudige Vögel. Vom Männchen kennt man zwei verschiedene Balzrufe, die aber beide leise sind. Mit erhobenem Schnabel ruft es gelegentlich auig-a und gibt außerdem ein hohes, quakendes und glockenartig klingendes rüh-roh von sich. Das Weibchen antwortet auf die Balzrufe des Männchens mit einem kurzen aik-aik.

## Ernährung
Die Nahrung der Gänsesäger besteht vor allem aus kleineren Fischen von einer Länge bis zu 10 cm. Die Beute wird optisch lokalisiert: In seichtem Wasser schwimmen die Vögel an der Oberfläche mit dem Kopf unter Wasser, in tiefem Wasser tauchen sie bis zu 10 Meter hinab. Mit ihrem Hakenschnabel und den Sägezähnen können sie die Fische gut festhalten. Ein Gänsesäger frisst täglich etwa 300 g Fisch.

## Verbreitung und Lebensraum

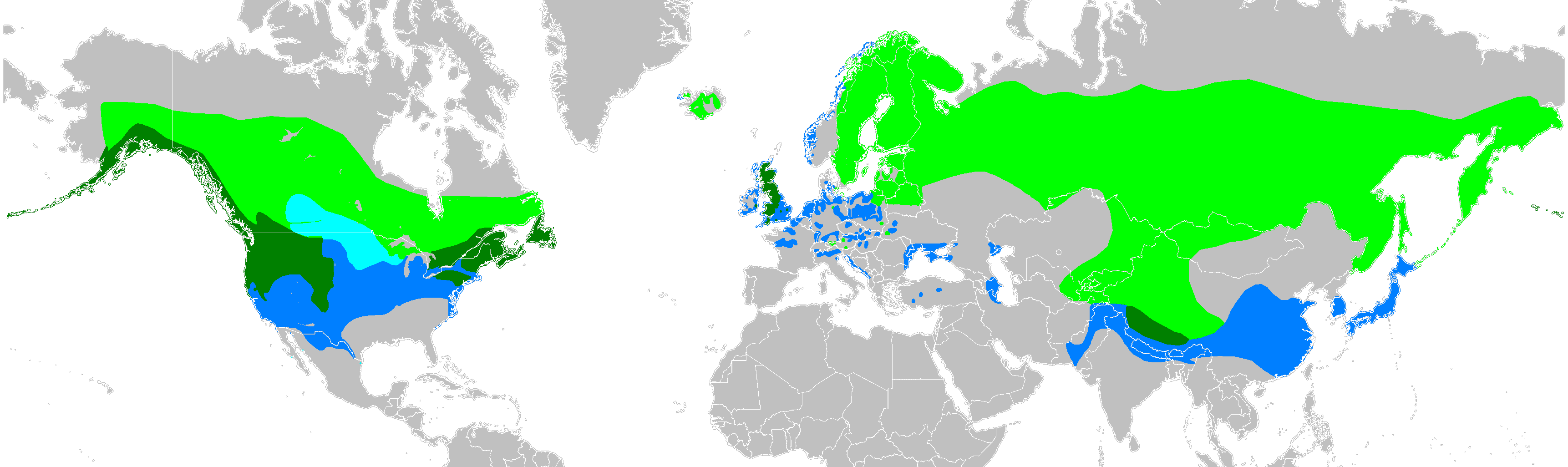
Verbreitung des Gänsesägers:
Brutgebiete
Ganzjähriges Vorkommen
Migration
Überwinterungsgebiete

Die Brutgebiete befinden sich in Nordeuropa, Nordasien und Nordamerika. An den Flüssen am Alpennordrand gibt es einen kleinen Bestand von dort brütenden Gänsesägern. Im äußersten Osten Russlands dehnt der Gänsesäger in den letzten Jahren sein Verbreitungsgebiet aus. Damit wird er aber zunehmend zu einem Nistplatzkonkurrenten des seltenen und bedrohten Schuppensägers. Im Winter ziehen die Gänsesäger zu eisfreien Gewässern, meist größeren fischreichen Seen. In den südlichen Teilen des Verbreitungsgebiets sind Gänsesäger aber Standvögel oder Strichvögel.
Die Gänsesäger bevorzugen klare, auch schnell fließende Flüsse mit Kiesgrund, Seen und Küsten mit Baumbestand. Gänsesäger sind im Gegensatz zum Mittelsäger hauptsächlich Süßwasservögel.

## Fortpflanzung

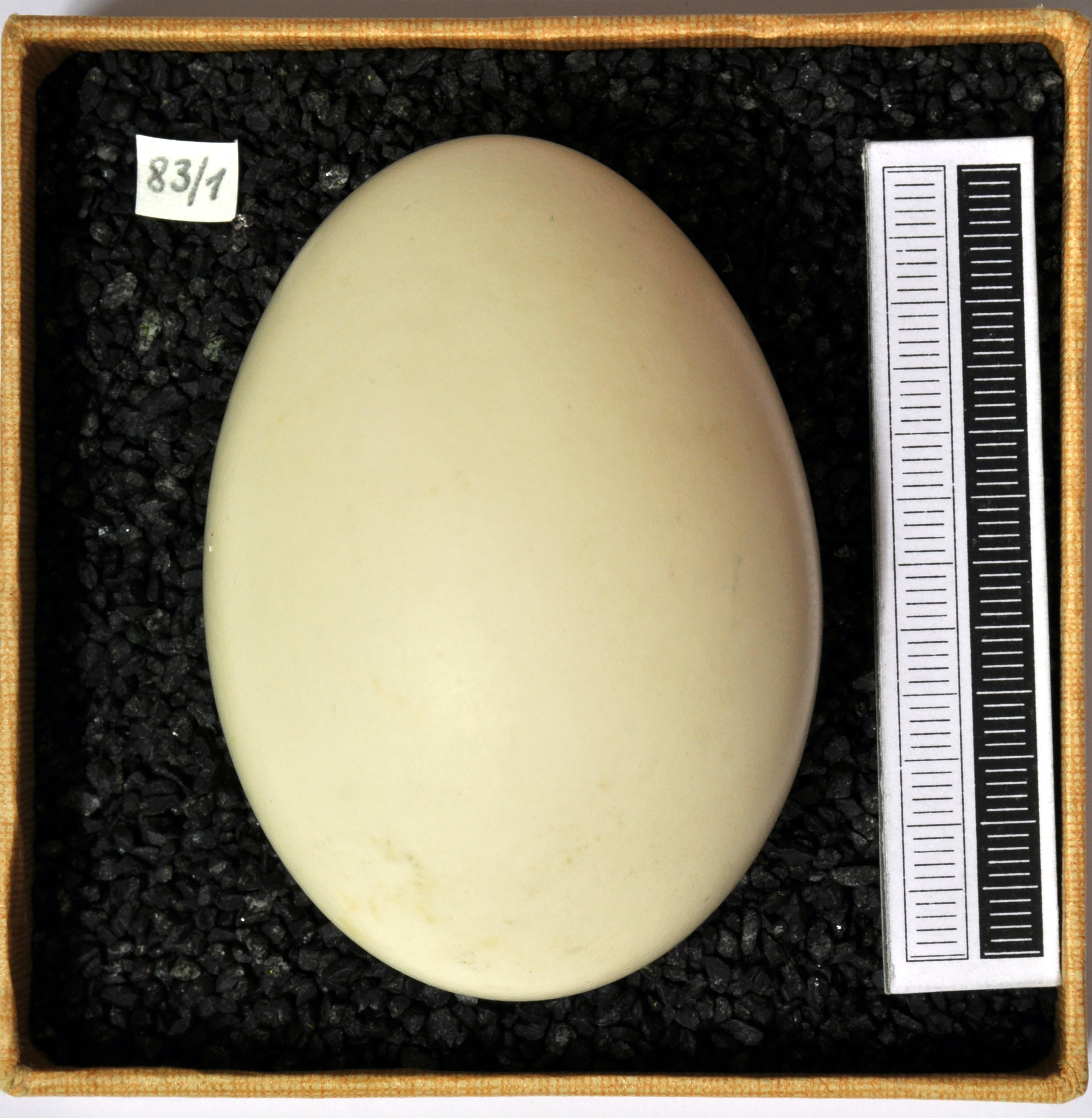
Ei (Sammlung Museum Wiesbaden)

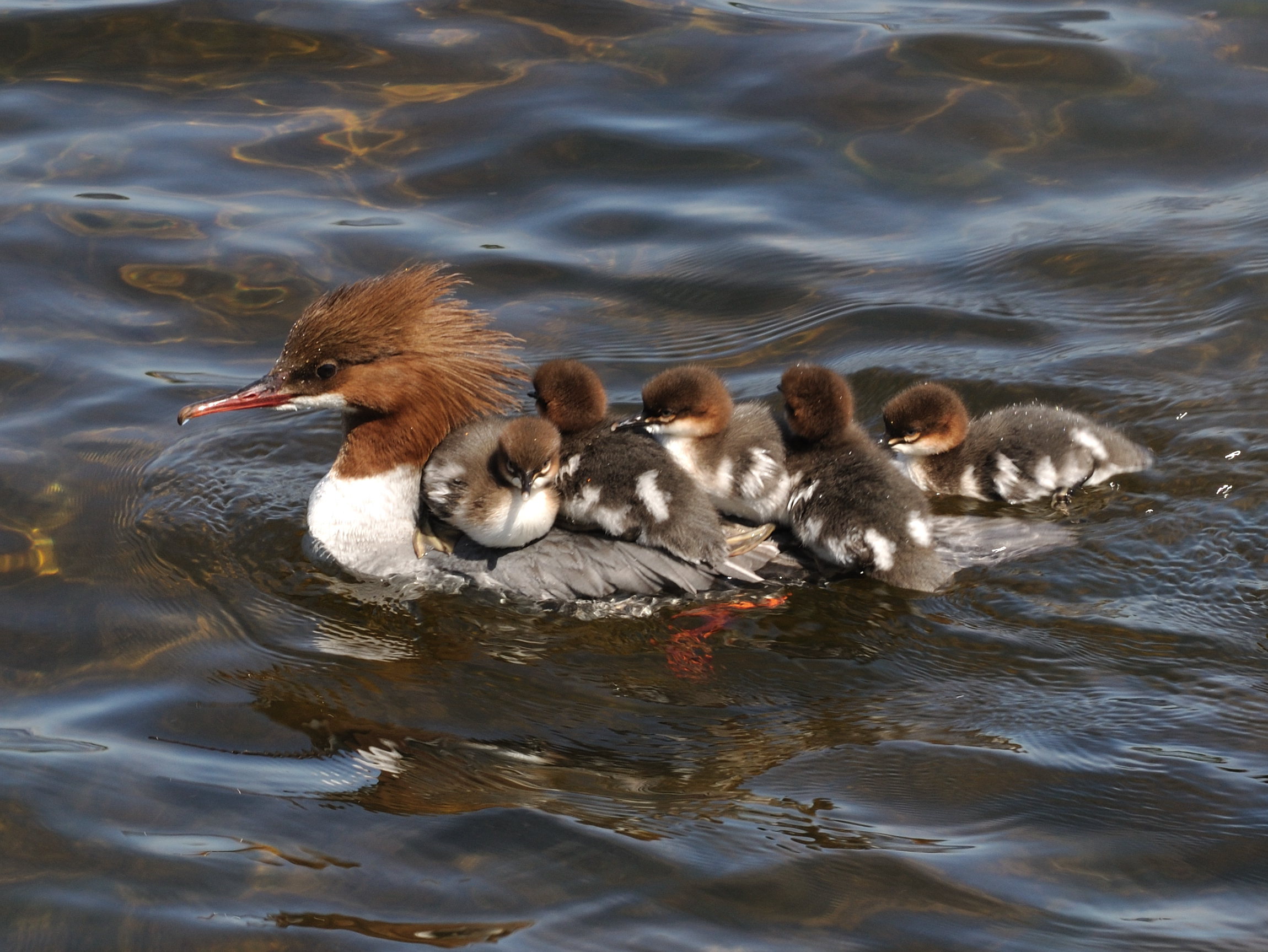
Ein Gänsesägerweibchen transportiert fünf Küken auf seinem Rücken.

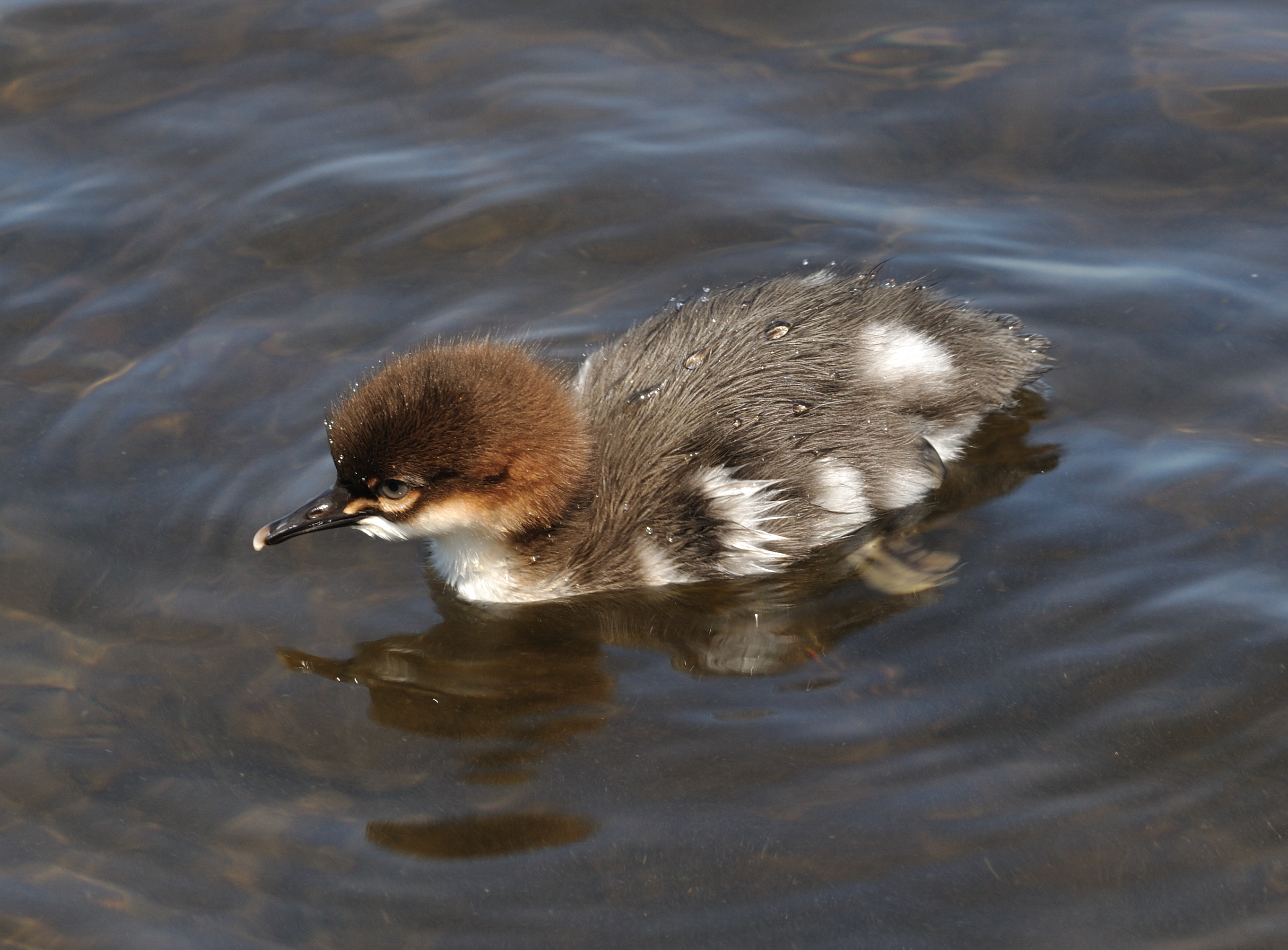
Die Jungen sind bereits gute Schwimmer und Taucher.

Gänsesäger sind Höhlenbrüter. In Frage kommen vor allem Baumhöhlen, aber auch Felsspalten, Uferunterspülungen, Dachböden etc.; künstliche Nisthöhlen werden gerne angenommen (Fluglochdurchmesser 12 cm). Die Höhle wird mit Daunen ausgepolstert. Das Weibchen legt ab April etwa 7 bis 14 cremefarbene Eier und bebrütet sie allein 32 bis 35 Tage lang. Die Erpel verlassen zu dieser Zeit bereits meist das Brutgebiet und beginnen mit der Mauser. Gänsesägerküken verlassen das Nest einen Tag nach dem Schlüpfen. Dies gestaltet sich manchmal nicht ganz unproblematisch, wenn sich die Bruthöhle in größerer Höhe befindet. Die Jungen benutzen beim Sprung aus der Höhle ihre Flügelstummel als Fallschirm. Das Weibchen führt die Jungen dann zum Gewässer und betreut sie in den nächsten Wochen. Eine Gänsesägerfamilie legt in dieser Zeit oft Strecken von mehreren Kilometern zurück. Anfangs transportiert das Weibchen die Küken dabei gelegentlich auf dem Rücken. Die Jungen können sofort recht gut schwimmen, bald auch tauchen und suchen von Anfang an ihre Nahrung selbst. Zunächst besteht diese eher aus Wasserinsekten und Würmern, kaum aus Fischchen. Meist werden die Jungen bereits verlassen, bevor sie fliegen können. Gänsesäger werden im zweiten Lebensjahr geschlechtsreif.

## Bestandssituation und Gefährdung
In Deutschland haben sich die Gänsesägerbestände deutlich erholt, nachdem in der zweiten Hälfte des vorigen Jahrhunderts ein Jagdverbot erlassen worden war. Die Rote Liste der Brutvögel Deutschlands stuft die Art als „gefährdet“ (Stufe 3) ein. In Europa gab es 2005 ungefähr 60.000 Brutpaare, in Finnland etwa 25.000, in Deutschland rund 850 bis 1.000, davon in Bayern etwa 420–550. Im Winter halten sich in Polen 40.000 bis 80.000 Gänsesäger auf, in Deutschland 30.000 bis 45.000.
Der Gänsesäger ist vor allem durch Flussverbauung, Gewässerverschmutzung und störende Freizeitaktivitäten gefährdet. Trotz ganzjähriger Schonzeit wird er immer noch geschossen, Gelege und Nistkästen zerstört. Ein natürlicher Feind ist der Baummarder, der in die Nisthöhlen eindringen kann. Auch die Verfügbarkeit von Bruthöhlen ist bestandsbegrenzend, weil natürliche Wälder mit altem Baumbestand nahe an Gewässern selten geworden sind; hier können künstliche Bruthöhlen helfen.
Ein Forschungsteam, das im Auftrag der britischen Umweltbehörde und der RSPB die zukünftige Verbreitungsentwicklung von europäischen Brutvögeln auf Basis von Klimamodellen untersuchte, geht bezogen auf den Gänsesäger davon aus, dass die Art bis zum Ende des 21. Jahrhunderts ihr Verbreitungsgebiet deutlich nach Norden verlagern wird. Es wird sich nach diesen Prognosen in nördlicher Richtung bis nach Spitzbergen und Nowaja Semlja verschieben, während heutige Brutareale im Süden Schwedens, Süden Finnlands, Polens und den baltischen Staaten keine geeigneten Lebensräume mehr bieten.

## Gänsesäger und Mensch
Wie auch die anderen Fischfresser Graureiher, Kormoran und Haubentaucher ist der Gänsesäger von Fischern und Anglern nicht gern gesehen. In Bayern und der Schweiz fordern Fischereiverbände, den Schutz des Gänsesägers einzuschränken und stattdessen Bejagung oder Vergrämung. Der Fischbestand eines Gewässers wird aber auch von anderen Faktoren beeinflusst: z. B. verringert die Verbauung der Flussufer vor Fressfeinden geschützte Einstände und zum Laichen geeignetes Substrat und behindert die zur Fortpflanzung notwendigen Laichzüge.
Nach einer mehrjährigen (verbands-)politischen Debatte wurde eine Untersuchung des Landesfischereiverbandes Bayern in Zusammenarbeit mit dem Bayerischen Staatsministerium für Landwirtschaft und Forsten und der Technischen Universität München an der Ammer durchgeführt. Beim Vergleich zwischen Gewässerstrecken mit und ohne Vergrämung war nach zwei Jahren der Äschenbestand in der Strecke mit Vergrämung fünfmal höher. Es handelte sich um eine Studie, bei der es vor allem darum ging, ob der Besatz der Flüsse mit Jungäschen durch den Menschen die Äschenzahl auf die Dauer erhöht. Die Vergrämung war nur einer von mehreren Faktoren, die dabei untersucht wurden.
Seit 2022 werden im Rahmen eines Forschungsprojektes Gänsesäger nördlich von München an der Isar und der Ammer bejagt, um zu untersuchen, ob das einen positiven Einfluss auf den Äschenbestand hat. Nach Einschätzung des LBV ist das Ziel eine „gänsesägerfreie Zone“. Daher hat er seine Unterstützung des Projektes zurückgezogen und protestiert gegen die Maßnahme.
Akustische Vergrämung ist aber wegen der gleichzeitigen Beeinträchtigung aller anderen Wasservögel umstritten.

## Unterarten

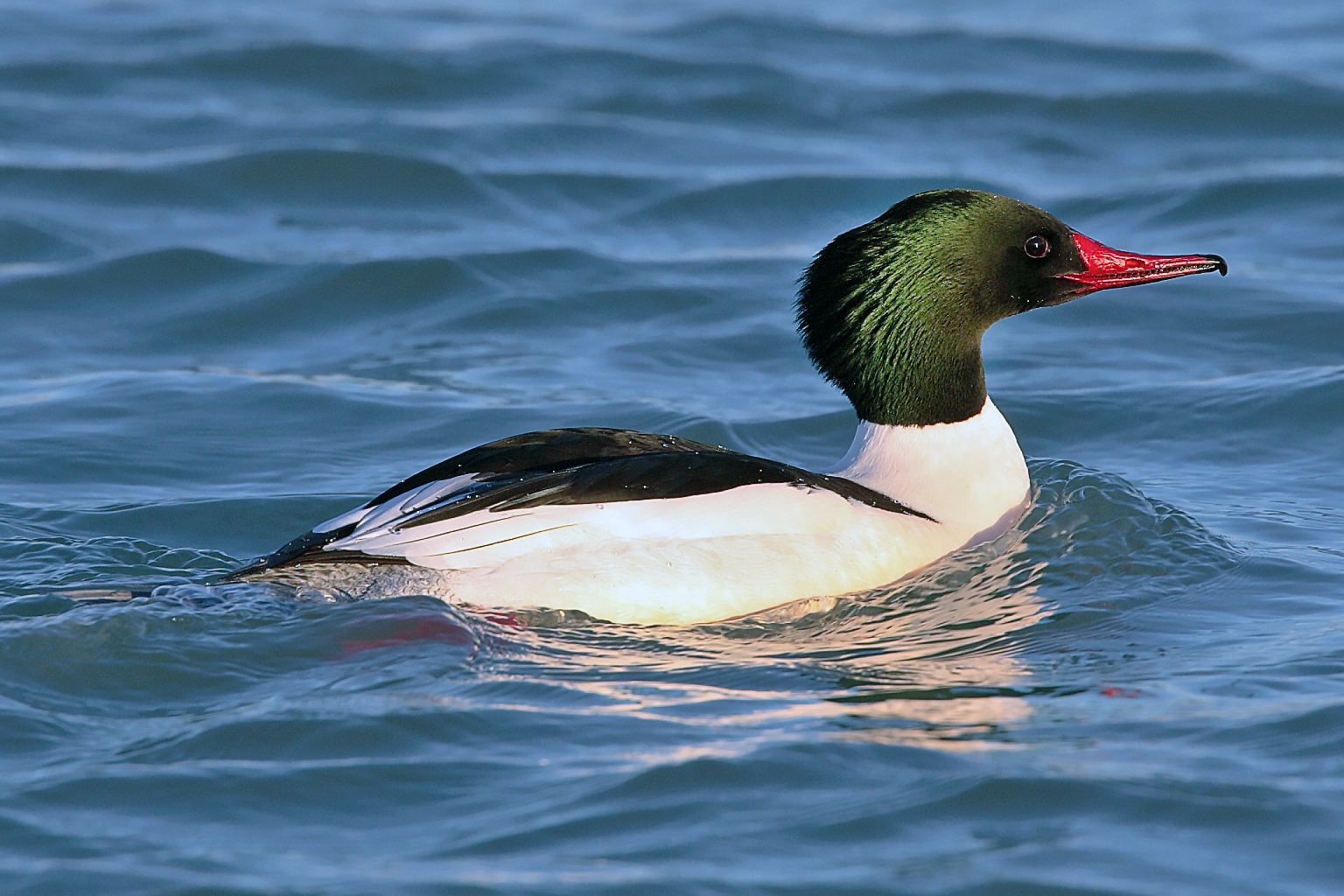
Männlicher Gänsesäger der Unterart americanus

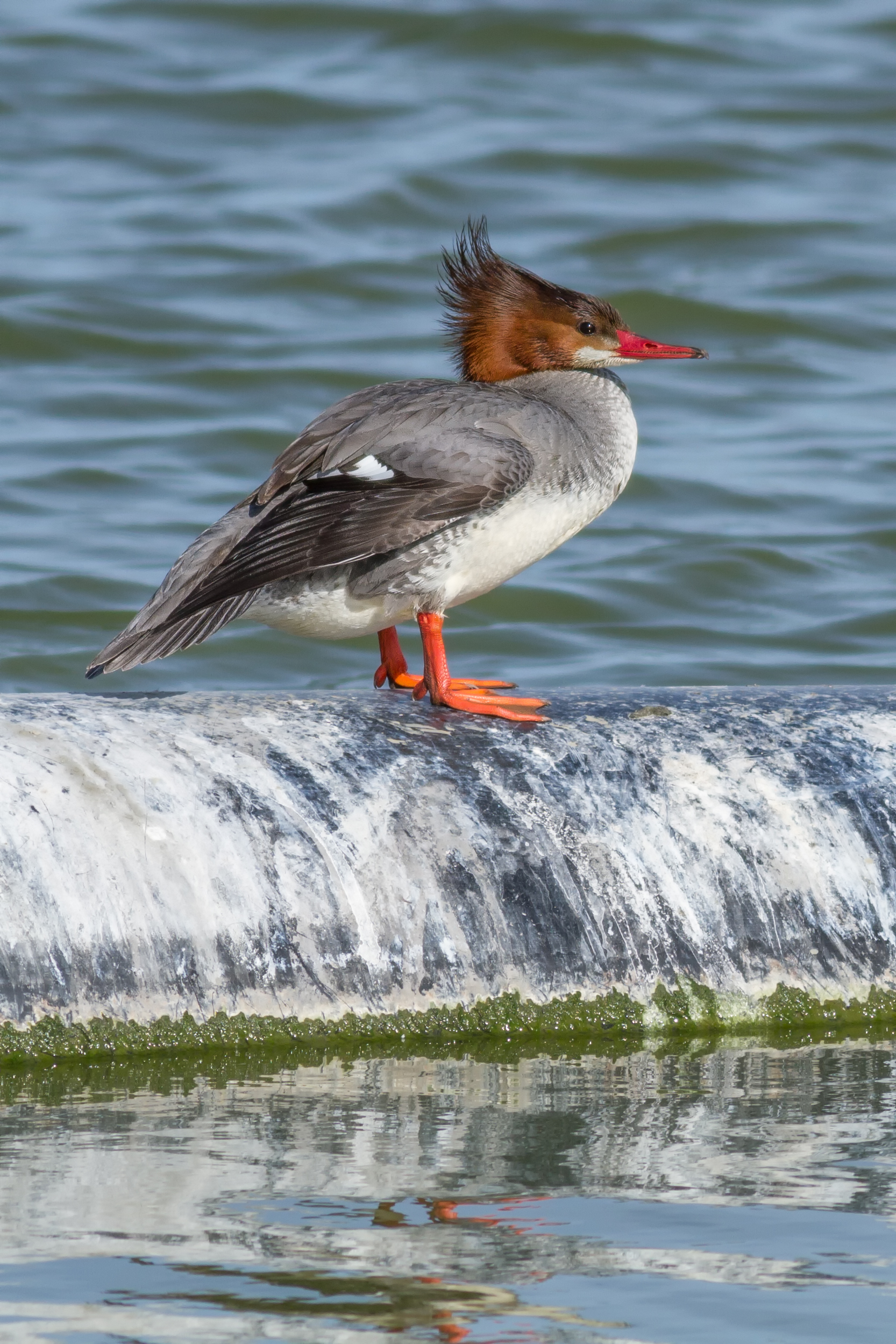
Weiblicher Gänsesäger der Unterart americanus

- Mergus merganser merganser, Europa
- Mergus merganser orientalis (oder comatus), Asien
- Mergus merganser americanus, Nordamerika